# Pfarrkirche Edlitz

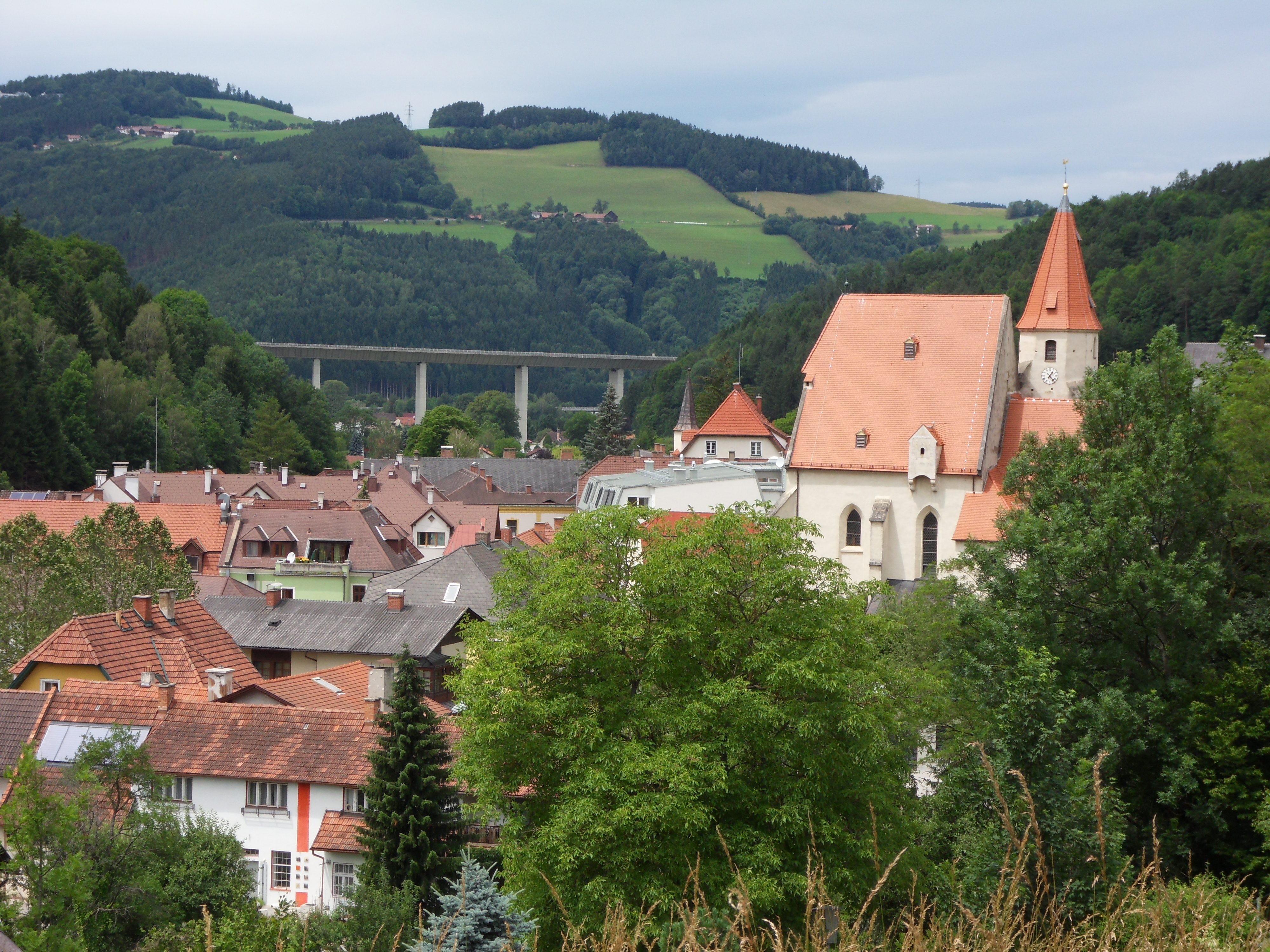
Pfarrkirche hl. Veit in Edlitz mit dem Gusserker der ehemaligen Wehrkirche

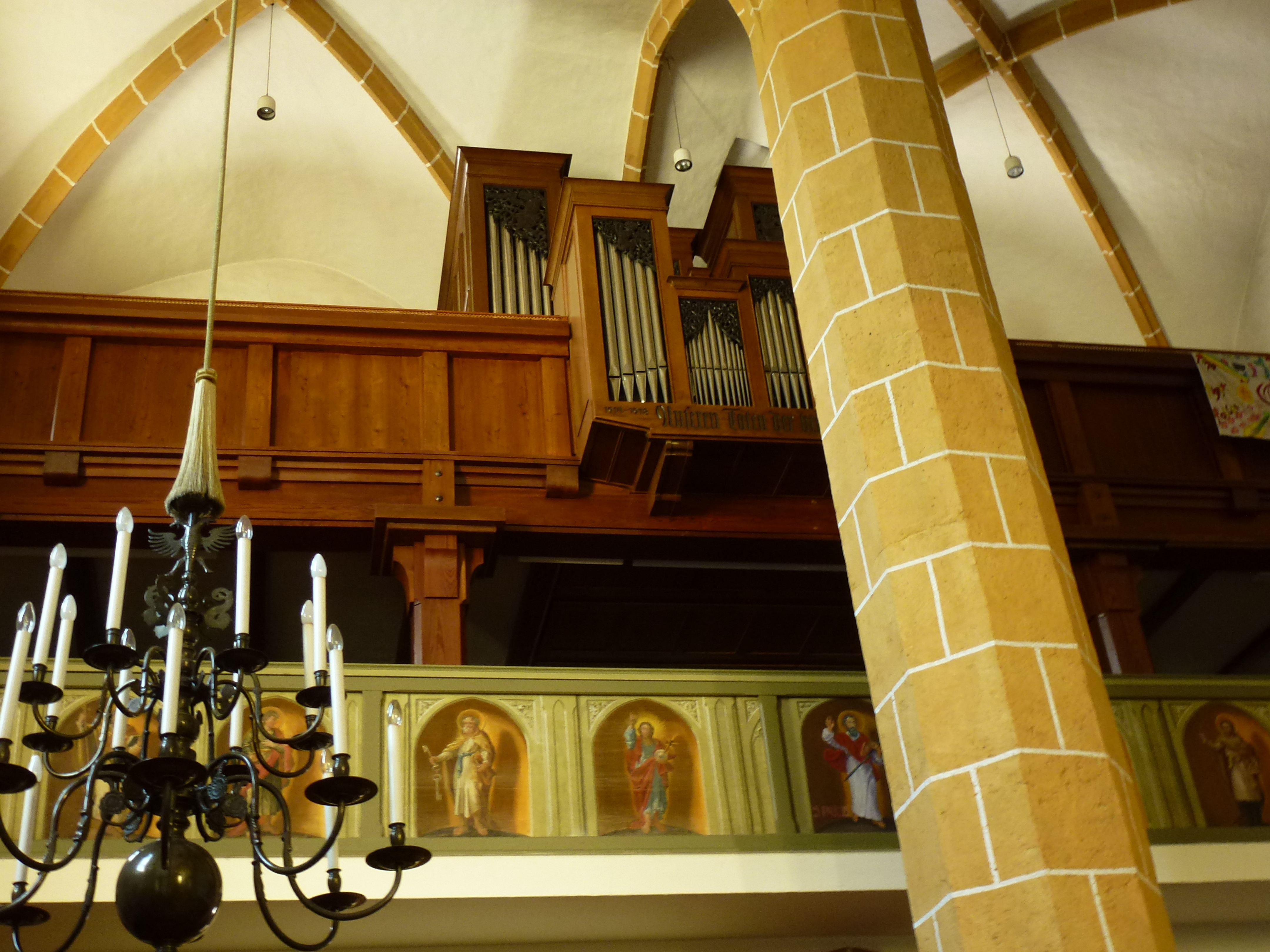
Gemauerte Westempore (15. Jahrhundert), hölzerne Orgelempore (1954), davor der mittige Einzelpfeiler des Saalraumes

Die römisch-katholische Pfarrkirche Edlitz steht in Edlitz-Markt in der Gemeinde Edlitz in Niederösterreich. Die Pfarrkirche hl. Vitus, dem Stift Reichersberg inkorporiert, gehört zum Dekanat Kirchberg in der Erzdiözese Wien. Die Kirche und die Wehrmauer stehen unter Denkmalschutz.

## Geschichte
1192 wurde eine dem Stift Reichersberg inkorporierte Pfarre genannt. Mitte des 15. Jahrhunderts wurde die Kirche neu gebaut. Dendrochronologische Angaben nennen zum Dachstuhl des Chores 1452, des Langhauses 1455, des Turmes 1505. 1933 wurden frühneuzeitliche Wandmalereien freigelegt. 1756 wurde im Kirchhof eine Altöttinger Kapelle errichtet und 1785 wieder abgetragen, der Altar der Kapelle wurde in die Pfarrkirche Thernberg übertragen. Südöstlich der Kirche wurde 1983 eine Kapelle zum Gedenken an den Papstbesuch von Johannes Paul II. errichtet.

## Architektur

### Kirchenäußeres
Die Kirche hat ein hohes blockhaftes Langhaus mit einem quadratischen Grundriss unter einem steilen Schopfwalmdach und zeigt zweifach abgetreppte Strebepfeiler. Die westliche schmucklose Giebelfront hat ein profiliertes Portal mit einem Tympanon auf Kragsteinen und zwei Rundfenster. Die Südwand hat zwei hohe Spitzbogenfenster und ein spätgotisches Portal mit einem profilierten Gewände und darüber einen Gusserker mit volkstümlicher Putzzier mit Eckquaderung und Lilien. In den beiden Giebelmauern sind im Bereich des Wehrdachbodens zahlreiche Schieß- und Lichtluken. Der stark eingezogene und wesentlich niedrigere einjochige Chor hat einen Fünfachtelschluss und Strebepfeiler und zeigt rhythmisierte Spitzbogenfenster mit wechselnden Höhen und Breiten. Im nördlichen Chorwinkel steht der quadratische und in ein Achteck übergehende Turm, welcher zeitgleich im Verbund mit dem Langhaus errichtet wurde. Der Turm trägt einen Pyramidenhelm. Im südlichen Chorwinkel steht ein Sakristeianbau. Die Westfront zeigt eine monumentale Wandmalerei hl. Christophorus um 1500.
Südlich und östlich der Kirche ist die mittelalterliche Wehrmauer mit Hakenbüchsenscharten des ehemaligen Kirchhofes erhalten.

### Kircheninneres
Das einheitliche spätgotische hohe Langhaus als Einstützenraum mit einem quadratischen Grundriss hat ein Kreuzrippengewölbe auf einem oktogonalen Mittelpfeiler und auf wandseitigen profilierten Spitzkonsolen. Die Westempore wurde im 4. Viertel des 15. Jahrhunderts sekundär eingebaut, sie ruht auf zwei oktogonalen Pfeilern, ist kreuzgratunterwölbt mit reliefierten Schlusssteinen und profilierten Konsolen, und ist zum Langhaus mit drei Spitzbogenarkaden geöffnet. Über der Westempore wurde 1954 eine hölzerne Orgelempore aufgesetzt. Der Aufgang zur Westempore in der südwestlichen Langhausecke ist eine hölzerne Spindeltreppe in einem massiven polygonalen Gehäuse mit einer Schlüsselscharte Richtung Portal. In halber Höhe der nördlichen Langhauswand befindet sich ein gemauerter Laufgang auf kräftigen ausgerundeten Konsolen mit gemaltem gotischen Blenddekor und der Angabe 1528, welcher die Westempore zum zweiten Turmgeschoß mit einem abgefasten Spitzbogenportal erschließt, und einen Zugang über den Turm zum Wehrdachboden ermöglicht. Der Wehrdachboden mit einer Blockkammer im Langhausdachboden ist bemerkenswert. Der einjochige Chor mit einem Fünfachtelschluss und das links anschließende Turmerdgeschoß haben ein Kreuzrippengewölbe mit Schlusssteinen auf profilierten Konsolen. Beidseitig des Chores wurden 1824 Oratorien eingerichtet. Die Sakristei südlich des Chores wurde um 1600 erbaut und hat ein verschliffenes Kreuzgratgewölbe mit Stuckdekor mit genuteten Bändern mit Perlstab und Langpässen, 1987 restauriert.

## Ausstattung
Den neugotischen Hochaltar als Nischenretabel mit einem hohen, fialen- und krabbenbesetzten Aufbau baute Leopold Moroder (1896). Er trägt die Heiligenfiguren Veit, Peter und Paul, Sebastian, Florian und Erzengel Michael. Über den Seitenaltären sind die Statue Herz Mariä und ein Kruzifix. Die neugotische Kanzel zeigt am Korb Reliefs mit Christus und den vier Evangelisten. Das josephinische Taufbecken aus dem Ende des 18. Jahrhunderts hat ein klassizistisches Dekor am Fuß und am Muschelbecken und trägt einen Deckel mit einer Figurengruppe Taufe Christi aus dem Ende des 19. Jahrhunderts. Die neugotischen Kreuzwegreliefs sind aus 1911. 
Die Orgel baute Hubert Neumann (1954) und ersetzte eine Orgel von Adalbert Kanitsch (10/I/P). Es gibt eine Glocke aus 1518 und eine Glocke von Christof Packendorf aus 1757. Ein ehemaliges Turmuhrwerk ist aus dem 19. Jahrhundert.